# Who Is It
Pour la chanson de Björk, voir Who Is It (chanson de Björk). Pour l'EP de Bogdan Raczynski et Björk, voir Who Is It (Shooting Stars & Asteroids Mix).
Singles de Michael Jackson
Jam
(1992) Heal the World
(1992)
Pistes de Dangerous
Black or White
(8) Give in to Me
(10)
Who Is It est le cinquième single extrait de l'album Dangerous de Michael Jackson, sorti le 31 août 1992.
La chanson a atteint la 1re place au Billboard Hot Dance Club Play ainsi que la 6e au Hot R&B/Hip-Hop Songs. Michael Jackson l'a chantée pour la première fois a cappella pendant une interview en 1993 avec Oprah Winfrey. 

## Clip

### Synopsis
Le clip de Who Is It, a été dirigé par David Fincher. Le thème de la vidéo épouse l'ambiance du titre. Nous voyons Michael Jackson, reclus et souffrant, qui est arrivé à la conclusion que sa petite amie le trompe. Celle-ci est interprétée par le mannequin Yasmin Le Bon. 

## Pistes

### UK single
1. Who Is It (The Most Patient Mix) — 7:44
2. Who Is It (IHS Mix) — 7:58
3. Don't Stop 'Til You Get Enough (Roger's Underground solution mix) — 6:22

### UK 7" single
1. Who Is It (Single Edit)
2. Rock With You (Master's At Work Remix)

### US single
1. Who Is It (Oprah Winfrey Special Intro) — 4:00
2. Who Is It (Patience Edit) — 4:01
3. Who Is It (House 7") — 3:55
4. Who Is It (Brothers in Rhythm House Mix) — 7:13
5. Beat It (Moby's Sub Mix) — 6:11

## SingleWho Is It

### Audio (CD)
1. Who Is It – 6:34

### Vidéoclip (DVD)
1. Who Is It (Official Video) – 6:38

## Crédits
1. Écrit, arrangé et composé par Michael Jackson
2. Produit par Michael Jackson et Bill Bottrell
3. Chants principaux et de fond par Michael Jackson
4. Tambours par Bill Bottrell et Bryan Loren
5. Synthétiseur par Bill Bottrell
6. Basse par Louis Johnson
7. Dispositions de clavier par Brad Buxer et David Paich
8. Exécution de clavier et programmation par Brad Buxer
9. Arrangement de cordes par George del Barrio
10. Premier violon par Endre Subvention
11. Solo de violoncelle par Larry Corbett
12. Voix de soprano par Michael Jackson et Linda Harmon

## Classements

### Classements hebdomadaires
| Classement (1992–1993)                          | Meilleure position |
| ----------------------------------------------- | ------------------ |
| Allemagne (Media Control AG)                    | 9                  |
| Australie (ARIA)                                | 34                 |
| Autriche (Ö3 Austria Top 40)                    | 5                  |
| Belgique (Flandre Ultratop 50 Singles)          | 9                  |
| Belgique (Flandre VRT Top 30)                   | 5                  |
| Canada (100 Hit Tracks)                         | 6                  |
| Canada (Dance)                                  | 5                  |
| États-Unis (Billboard Hot 100)                  | 14                 |
| États-Unis (Cash Box)                           | 5                  |
| États-Unis (Hot Dance Club Play)                | 1                  |
| États-Unis (Hot Dance Music/Maxi-Singles Sales) | 1                  |
| États-Unis (Hot R&B Singles)                    | 6                  |
| États-Unis (Rhythmic Top 40)                    | 21                 |
| États-Unis (Top 40 Mainstream)                  | 6                  |
| France (SNEP)                                   | 8                  |
| Irlande (IRMA)                                  | 6                  |
| Italie (FIMI)                                   | 18                 |
| Norvège (VG-lista)                              | 10                 |
| Nouvelle-Zélande (RMNZ)                         | 16                 |
| Pays-Bas (Nederlandse Top 40)                   | 15                 |
| Pays-Bas (Single Top 100)                       | 13                 |
| Pologne (Classements Singles)                   | 3                  |
| Royaume-Uni (UK Singles Chart)                  | 10                 |
| Suède (Sverigetopplistan)                       | 24                 |
| Suisse (Schweizer Hitparade)                    | 14                 |

| Classement (2009)            | Meilleure position |
| ---------------------------- | ------------------ |
| Suisse (Schweizer Hitparade) | 49                 |

| Classement (1992)              | Position |
| ------------------------------ | -------- |
| Belgique (Flandre Ultratop 50) | 95       |
| Italie (FIMI)                  | 98       |
| Pologne (Classements Singles)  | 37       |

| Classement (1993)           | Position |
| --------------------------- | -------- |
| Canada (Top 100 Hit Tracks) | 64       |